# Sam Surridge
Sam Surridge (Slough, 1998. július 28. –) angol korosztályos válogatott labdarúgó, az amerikai Nashville csatára.

## Pályafutása

### Klubcsapatokban
Surridge az angliai Slough városában született. Az ifjúsági pályafutását a Bournemouth Sportsnál kezdte, majd 2012-től a Bournemouth akadémiájánál folytatta.
2015-ben mutatkozott be a Bournemouth felnőtt keretében. 2015 és 2019 között az alacsonyabb ligákban szereplő Weymouth, Poole Town, Yeovil Town és Oldham Athletic, illetve a másodosztályú Swansea City csapatát erősítette kölcsönben. A Bournemouth-nál 2019. február 27-én, az Arsenal elleni Premier League-mérkőzésen lépett pályára először, Ryan Fraser cseréjeként. 2021-ben a másodosztályban szereplő Stoke City, majd 2022 januárjában a Nottingham Forest szerződtette. A Nottingham-mal 2021–22-es szezonban feljutott az első osztályba.
2023. július 25-én az észak-amerikai első osztályban érdekelt Nashville-hez igazolt. Augusztus 9-én, a mexikói América ellen 2–2-es döntetlennel zárult, majd büntetőkkel megnyert Leagues Cup mérkőzés 63. percében, csereként debütált, majd megszerezte klubja számára az egyenlítő gólt, így kiharcolva a büntetőket. A ligában először augusztus 27-én, az Atlanta United ellen lépett pályára. Október 15-én, a New England Revolution ellen hazai pályán 3–2-re megnyert bajnokin kétszer is eredményes volt. 2024. május 5-én, a Montréal ellen mesterhármast, míg 2025. április 27-én, a Chicago Fire ellen mesternégyest szerzett.

### A válogatottban
Surridge 2019 és 2020 között három mérkőzés erejéig tagja volt az angol U21-es válogatottnak.

## Sikerei, díjai
Nottingham Forest
- Championship
  - Feljutó (1): 2021–22

 Nashville
- Leagues Cup
  - Ezüstérmes (1): 2023